# Guy Pierre
Guy Pierre es un escultor originario de Canadá nacido en 1956 en Noranda, Quebec. 

## Biografía
A la edad de 12 años visitó un taller de escultura con madera en St-Jean-Port-Joli.
En 1978 volvió a visitarlo siendo estudiante de la École de Sculpture; más tarde cursó estudios en la «École du Meuble et du bois ouvré» de Victoriaville. En el año 1984 estudió en la escuela del arte de Ottawa, donde amplió sus conocimientos de anatomía y técnicas de moldear.
Él continuó sus estudios con Donald Liardi usando el bastidor de bronce en la Escuela de Alpen del Arte en Ontario y continuó con su preparación en Francia con Martine Vaugel, desarrollando sus habilidades anatómicas con la arcilla. En junio de 1994, ganó su primer premio con su escultura "Vend Chaud" por la International Sculpture Competition en Davenport, Iowa, y el segundo premio por su trabajo "La Caresse".
Sus esculturas pueden observarse tanto en colecciones privadas como públicas en distintos países como Japón, los Estados Unidos de América, y Canadá, la Columbia Británica y Terranova.
Actualmente vive en Laval.

## Premios
- Primer premio «Escultor del professionnal » / XIII «Salon des arts visuels» de Brossard, 2005, por «Soleil Levant»
- Premio de excelencia «Main d'art» / Plein feux, Laval, 2004.
- Premio del público La Prairie, 2004 / por «Soleil levant»
- Primer premio «Best of the competition» / Sculpture Festival of Laval, 1999 et 2000
- Primer premio «Human figure over 15 inches» / International Woodcarving Congress, USA, 1994.
- Primer premio «Best of show» / Ottawa Wood Show, 1994 por «Vent chaud»
- Primer premio «Best of show» / Ottawa Wood Show, 1993 por «Extase»
- Primer premio «Best of show» / Ottawa Wood Show, 1992 por «La caresse»